# كأس الجزائر 2000–01
كأس الجزائر 2000–01 هو موسم من كأس الجزائر. أشرف على تنظيمه الإتحاد الجزائري لكرة القدم، وفاز فيه اتحاد الجزائر.